# カカアコ

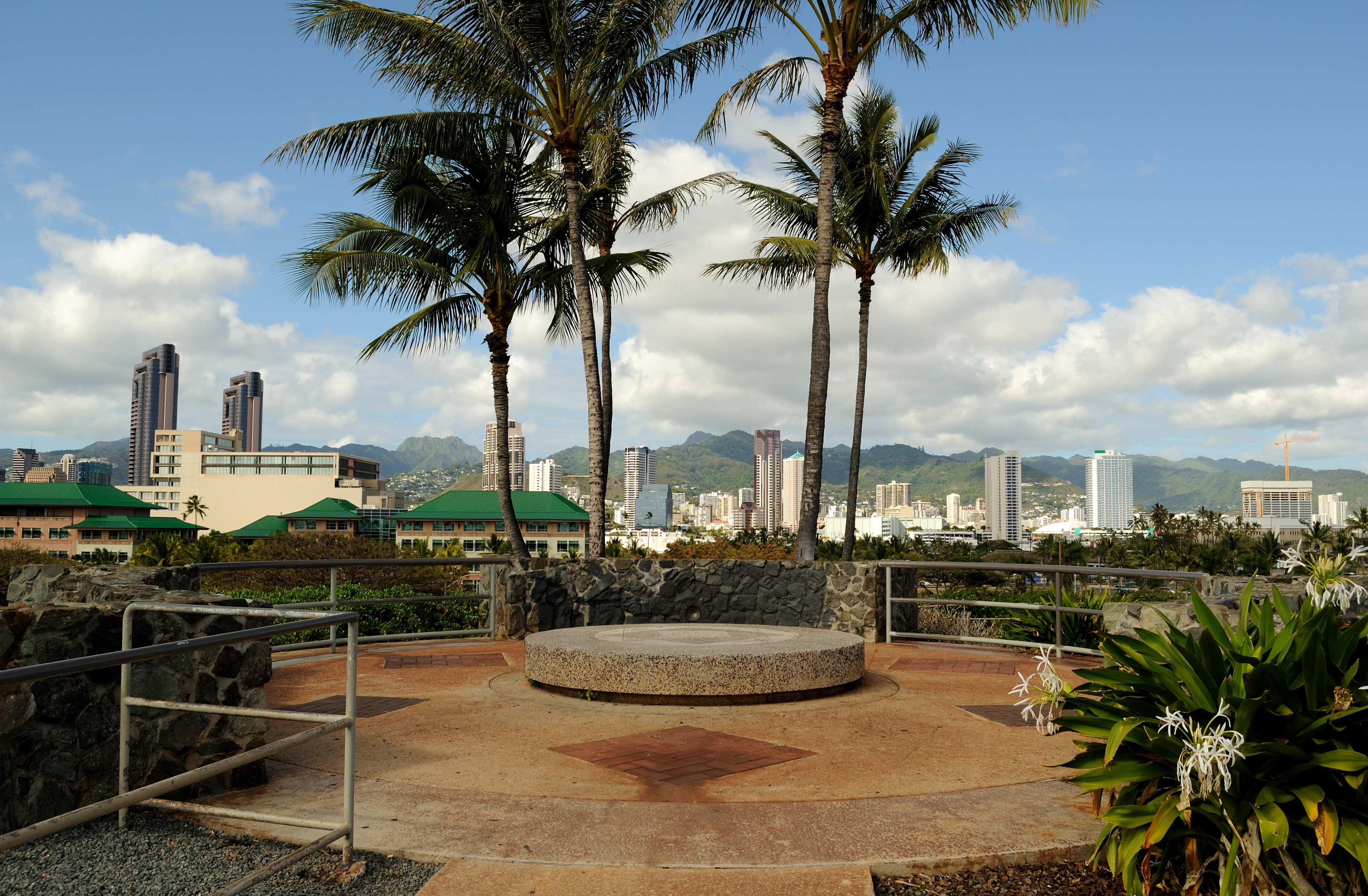
カカアコ・ウォーターフロント・パークの眺望

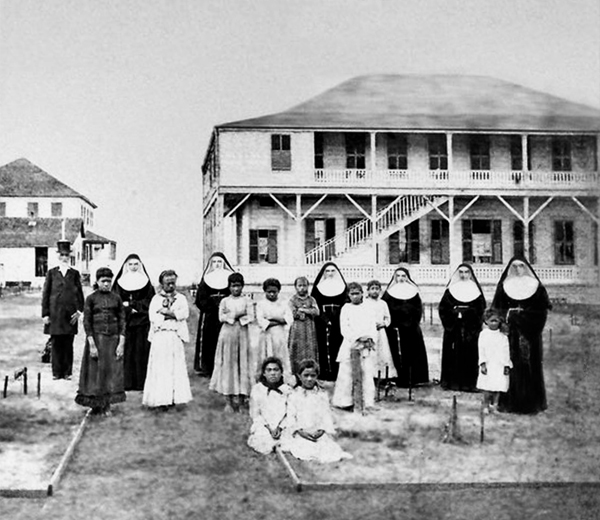
ウォルター・マレー・ギブソンと聖フランシスコ会のシスターたち。ハンセン病患者の娘たちのために、カカアコ病院（Kakaʻako Branch Hospital）のそばに作られたカピオラニ少女院（Kapiolani Home for Girls）にて

カカアコ（ハワイ語: Kakaʻako）は、ハワイ州ホノルルにある商業・小売地域である。東側にはアラモアナやワイキキ、西にはダウンタウンやホノルル港がある。カカアコはハワイ州オアフ島の南岸に位置する。

## 歴史
カカアコは棚田とともに栄えたハワイ先住民のコミュニティーであった。かつては王族もここに住んだ。カメハメハ1世もこの地に家族、そして個人的なカフナでありアドバイザーでもあったへヴァへヴァとともに住居を構えた。この地域に関していくらかの報告を行ったハワイ文化調査によると、ハワイアンたちは魚の養殖や塩づくり、湿地農業、そして埋葬のためにこの地を利用した。
最近の開発プロジェクトを通じて、多くの場所で古いハワイアンの墓（イヴィ、iwi）が発掘された。イヴィはこの地域一帯に広がっている。特に、ホヌアカハ天然痘墓地（Honuakaha Smallpox Cemetery）の一帯では1000以上のイヴィが見つかっている。
1976年にカカアコは市の管理下にある産業区域であった。そして、この地は当時の市長フランク・ファジと知事のジョージ・アリヨシの政治的争いに巻き込まれた。ハワイの立法者たちはファジがこの地をアリヨシに対する政治的な影響力の場として使うことを防ぐ方策として「ハワイ地域開発委員会」（Hawaii Community Development Authority、以後「HCDA」と表記）を創設した。この組織は地域紙にオプ・エド（Op-ed）を掲載した。

## 現代の状況
カカアコの街の中心（シヴィック・センター）はワード・センターとブレイズデル・センターである。海側にはハワイ大学マノア校の一部であるバーンズ医学校がある。カカアコを走る主要道路はアラモアナ通りとカピオラニ通りである。近年では、当地域はより多くの住居開発によって多様化されている。
HCDAはこの地域に30もの新しいビルの建築を構想している。その構想は住民の反発を招いた。HCDAのルールでは400フィートまでの高さが許可されていた。カカアコの公共交通指向型開発は、いくつかのタワーが市の定める高さ制限の2倍の700フィートに達することを許可するだろうと提案された。
デベロッパーはホノルル土地利用委員会（Hawaii Land Use Commission）やホノルル市評議会（Honolulu City Council）に優越することができる。HCDAスタッフは批評を吟味して、知事の任命した委員会が承認権限を持つ。2005年に反抗グループ「Save Our Kakaʻako Coalition」はアレクサンダー&ボールドウィンによる「カカアコ・マカイ」として知られる海沿いのマンション建設プランに抵抗し、議会にプロジェクトの廃案を働きかけた。
2014年3月8日に、グループはカカアコの海沿いでの住居開発プランへの反抗を続けた。グループは海岸へのアクセスが新たな住居の住人のみに制限され、ハワイの法にも習慣にも反してハワイアンの人々が完全にそこから排除されることを恐れたのである。ハワイ人問題事務局（OHA）理事のピーター・アポはOHAはカカアコ・マカイの高層ビル群を開発する意図はないと人々に保障した。アポはOHAはこの地域開発を指揮しており、開発は地域の価値と彼らが奉仕する人々を裏切ることになると言い加えた。反抗グループのメンバーであるレラ・ハバード（Lela Hubbard）はOHAはお金のことしか考えていないと批判した。

## アワ・カカアコ
「アワ・カカアコ」（Our Kakaʻako）はカメハメハ・スクールとキャッスル＆クック（Castle & Cooke Homes Hawaiʻi Inc.）が主導する住居・商業プロジェクトで、ハワイでのアーバンアイランド・ライフスタイルを改善することを目的としている。この六千万ドルのプロジェクトによってカカアコに183の住居が供給された。88は賃貸ユニット、残りの95は分譲ユニットである。このプロジェクトでは　カカアコに現存する不動産を住居や商業空間として再開発する予定で、同時に横断歩道や組み合わされた歩道、完璧な街並み、緑地、そしてユニークな小売体験を統合するものとなる。アワ・カカアコは完成までに15年から20年かかると見積もられている。

### ソルト
「ソルト」はカメハメハ・スクールのマスタープランによる新しい開発の一つで、ローカルや訪問者が緑とオープンエアスペースを伴う都会的環境を楽しむためにデザインされている。ソルトは様々なローカルの小売業やレストランを含む市場として機能する。カメハメハ・スクールの持続可能性への努力によると、アワ・カカアコはカカアコの感覚を保存するために今ある倉庫やその他の構造物を再利用することを計画している。ソルトの開発は、カカアコエリアのより大きく、よりクリエイティブな人口を満たすことを目指している。

### シックス・エイティー
彼らの保存努力を続けるために、カメハメハ・スクールは以前のオフィスビルを再開発して「シックス・エイティー」を造るために業者を雇った。「シックスエイティー」とはその住所「アラモアナ通り680」にちなんで命名されたマンションである。シックス・エイティーはカメハメハ・スクールによる9ブロックのマスタープランの中で最初に設置されたものである。これはワンルーム・1LDK両方の部屋を持つロフトスタイルの手ごろな複合住居である。それぞれの部屋には12フィートの天井、ハーフまたはフルサイズのキッチン、フルサイズの浴室、そして簡潔な照明器具がついている。カメハメハ・スクールはシックス・エイティーを平均収入の顧客向けの54の区画からなるモダンで現代的な賃貸住宅として開発した。これは小さな小売店と食料品店、そして屋上にはオープンエア区画も備えている。